# 1110

## أحداث
- حصار صيدا في الفترة ما بين 19 أكتوبر و5 ديسمبر.
- مايو - الحملة الصليبية الأولى : أحتل الصليبيون بيروت
- 4 ديسمبر - الحملة الصليبية الأولى : أحتل الصليبيون صيدا.
- هنري الخامس (الامبراطور الروماني المقدس ) يغزو إيطاليا.
- مودود بن ألتونتاش حاكم الموصل يستعيد كل الأراضي التابعة لكونتية الرها الصليبية شرق الفرات.
- الإمبراطور البيزنطي ألكسيوس الأول كومنينوس يجدد حربه مع السلاجقة الأتراك.

## مواليد
- أفلاطون تيبورتينوس
- إبراهيم بن داود فيلسوف يهودي-أندلسي
- البابا لوسيوس الثالث
- النظامي العروضي مقالاتي إيراني
- سلامة الأنباري
- هيلارى تشستر

## وفيات
- أسعد بن أحمد الطرابلسي